# Тирасия (деревня)
Тираси́я (греч. Θηρασία) — деревня в Греции. Расположена на высоте 103 метра над уровнем моря на вершине кальдеры, на восточном побережье одноимённого острова в архипелаге Кикладах, в 13 километрах к северо-западу от города Тиры, в 13 километрах к северо-западу от аэропорта «Санторини» и в 224 километрах к юго-востоку от Афин. Из города открывается вид на остров Тиру. Входит в общину (дим) Тиру в периферийной единице Тире в периферии Южных Эгейских островах. Население 160 жителей по переписи 2011 года.
Гаванью служит Ормос-Корфу, расположенная на берегу бухты Айос-Николаос, откуда ведёт лестница с 270 ступенями, которой пользуются жители и гости острова, а также животные. Портом служит Айия-Ирини, расположенная в северной части острова.
Ранее называлась Манола́с (греч. Μανωλάς). В 1912 году создано сообщество (ΦΕΚ 261Α).

## Сообщество Тирасия
В общинное сообщество Тирасия входят пять населённых пунктов. Население 319 жителей по переписи 2011 года. Площадь 9,299 квадратных километров.
| Наименование | Население (2011), человек |
| ------------ | ------------------------- |
| Агрилья      | 2                         |
| Айия-Ирини   | 39                        |
| Тирасия      | 160                       |
| Ормос-Корфу  | 5                         |
| Потамос      | 113                       |

## Население
| Год  | Население, человек |
| ---- | ------------------ |
| 1991 | 153                |
| 2001 | 158                |
| 2011 | ↗ 160              |

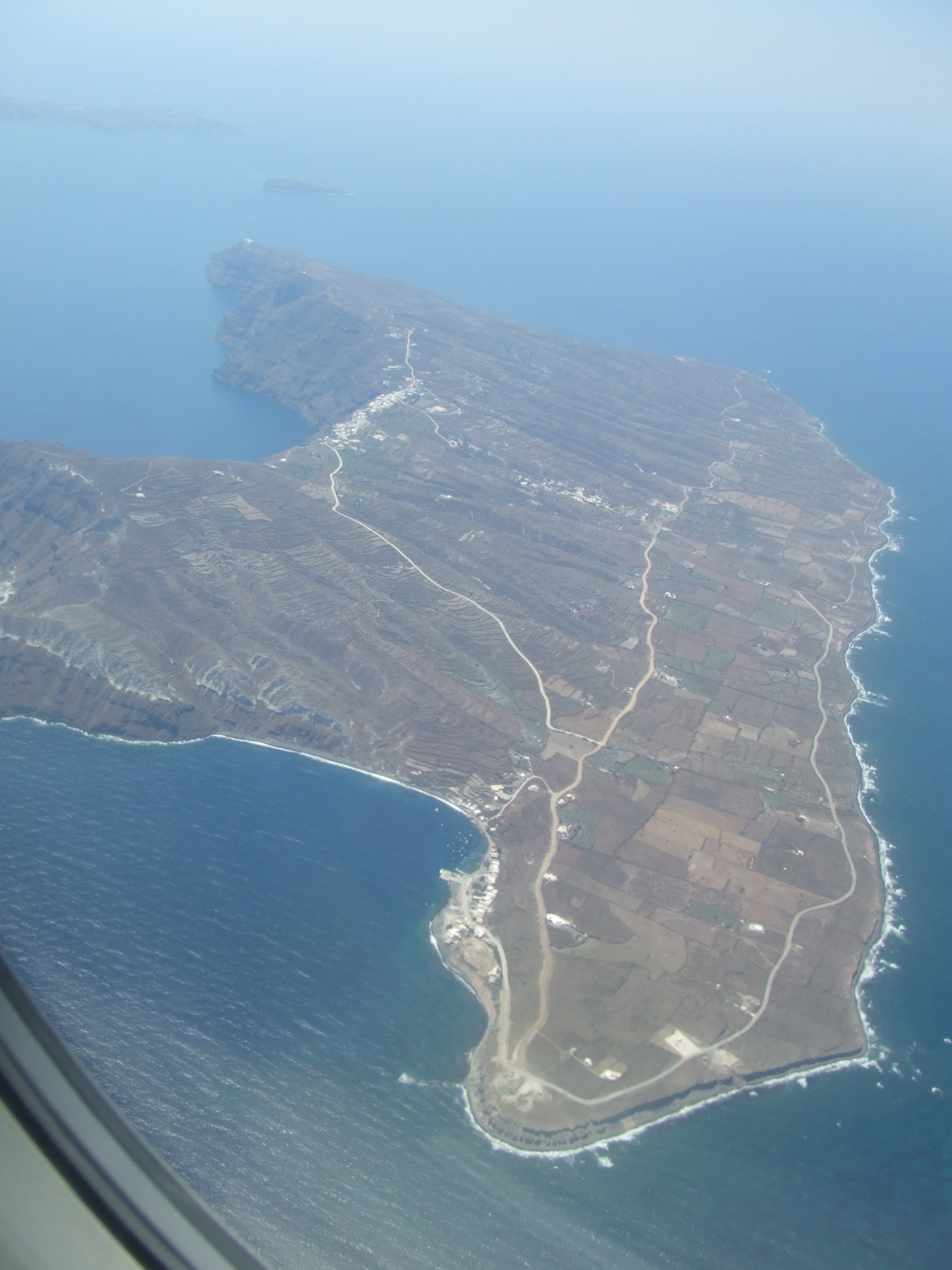
Вид из самолёта на остров Тирасию
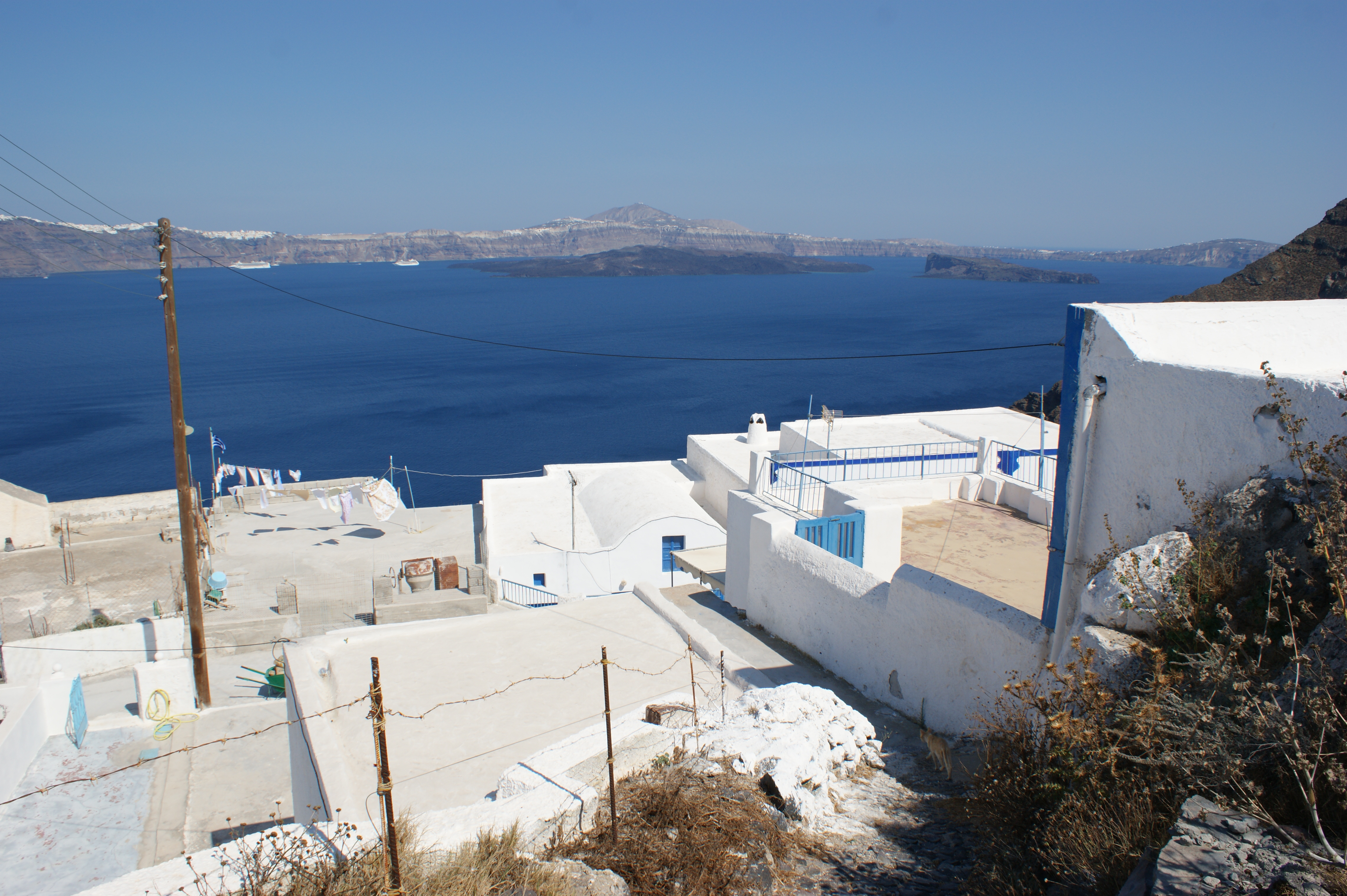
Панорама острова Тиры из Тирасии
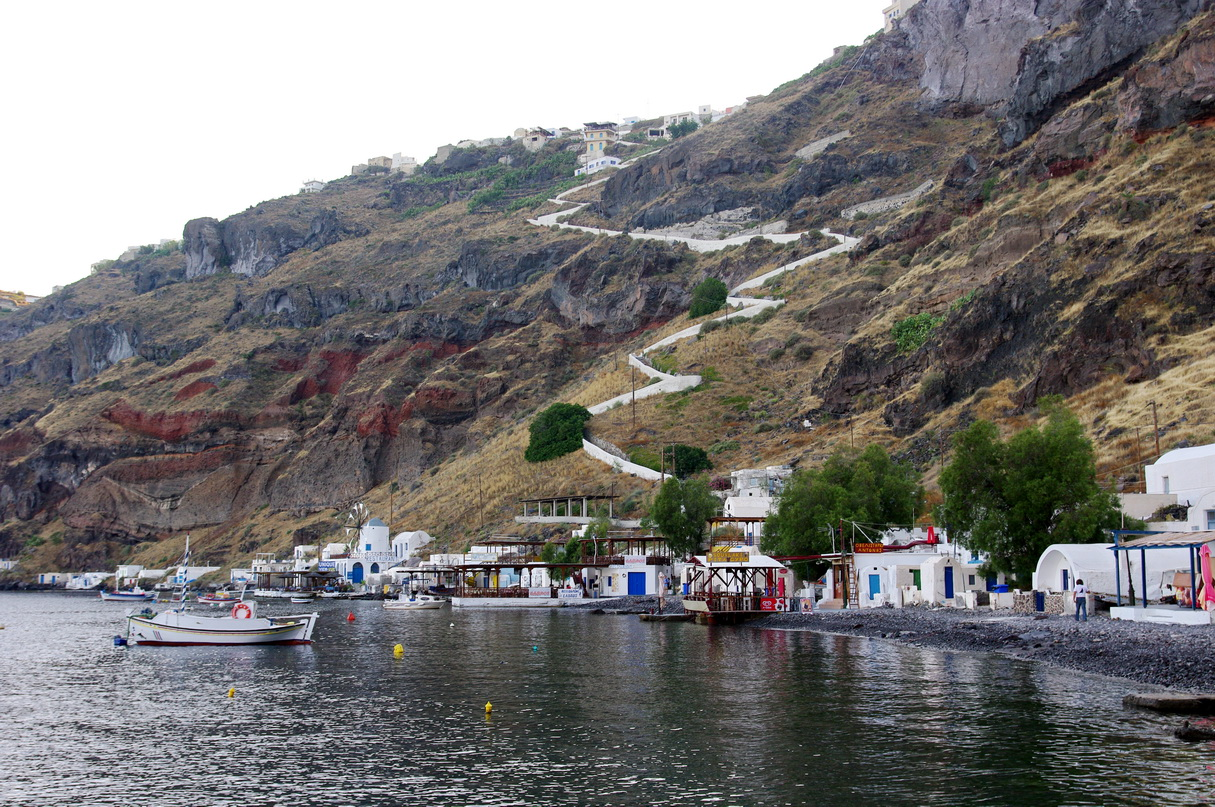
Ормос-Корфу[греч.]